# Heinz Kaupa
Heinz Kaupa (* 1947) ist ein österreichischer Bauingenieur und Energiemanager.

## Werdegang
Nach Absolvierung der HTBLuVA Wien 1 studierte er von 1961 bis 1967 an der TU Wien Bauingenieurwesen und schloss mit der Promotion am Institut für Gewässerregulierung ab.
Zunächst am Bundesministerium für Bauten und Technik und der Österreichischen Gesellschaft für Natur- und Umweltschutz beschäftigt, war er ab 1983 als Vorstandsmitglied verschiedener österreichischer Energieunternehmen tätig, zuletzt bei der Austrian Power Grid.